# Varesletto (ö i Norra Österbotten)
Varesletto är en ö i Finland. Den ligger i Bottenviken och i kommunen Uleåborg i den ekonomiska regionen  Uleåborgs ekonomiska region i landskapet Norra Österbotten, i den norra delen av landet. Ön ligger omkring 27 kilometer norr om Uleåborg och omkring 560 kilometer norr om Helsingfors.
Öns area är 0,4 hektar och dess största längd är 110 meter i sydväst-nordöstlig riktning.